# 1882 en France
Chronologie de la France
- 1878
- 1879
- 1880
- 1881
- 1882
- 1883
- 1884
- 1885
- 1886

Cette page concerne l'année 1882 du calendrier grégorien.

## Événements
- 19 janvier : krach de l'Union générale à Lyon, scandale financier qui entraîne une série de faillites[1]. La crise économique, due essentiellement à des problèmes de surchauffe liés à l’essor rapide consécutif aux politiques de grands travaux, va avoir des répercussions en Grande-Bretagne qui s’engagera dans une période de dépression jusqu’en 1886-1887[2].
- 26 janvier : démission du Grand ministère Gambetta[1].
- 30 janvier : deuxième gouvernement Freycinet (fin le 29 juillet)[1].
- 11 février : inauguration du chemin de fer de La Réunion[3].
- 26 février : l’armée coloniale française de Borgnis-Desbordes doit battre en retraite face à Samori Touré devant Kéniéra[4].

- 4 mars : loi qui met fin au régime de nomination des maires, désormais élus par le conseil municipal lui-même élu au suffrage universel masculin[5].

- 11 mars : Qu'est-ce qu'une nation ?, conférence donnée par Ernest Renan à la Sorbonne[6],[7]
- 26-27 mars : une tempête ravage les côtes de la Manche, puis affecte tout le pays[8].
- 28 mars : lois Jules Ferry : loi sur la laïcité (suppression de l'enseignement de la morale religieuse[9]) et sur l'obligation de l'enseignement primaire de 6 à 13 ans. (La gratuité est instituée par la loi du 16 juin 1881[10]).
- 30 mars : fondation de l'Union centrale des arts décoratifs[11].

- 2 avril : victoire de Samori Touré sur les troupes coloniales françaises de Gustave Borgnis-Desbordes à la bataille de Woyowayanko[12].
- 14 avril : rétablissement du protectorat français à Porto-Novo (Toffa)[13].
- 16 avril : le général Boulanger est nommé directeur de l'infanterie au ministère de la guerre ; les réformes accomplies le rendent populaire[14].
- 22 avril : lorsque Paul Cambon remplace Roustan comme ministre résident à Tunis, un décret précise les fonctions du nouveau ministre résident qui peut dès lors collaborer avec les ministres tunisiens[15]. Des services dépendant du représentant de la France sont mis en place : Travaux publics et finances (1882), Enseignement (1883), Agriculture et Commerce (1890), Antiquités (1896), Intérieur (1922)[16].
- 25 avril : le capitaine de frégate Henri Rivière chargé par le gouverneur de Cochinchine Le Myre de Vilers de lutter contre le brigandage au Tonkin, s’empare de la citadelle d’Hanoï[17].

- 12 mai : création de la Ligue des patriotes par Paul Déroulède[1], qui se donne pour objectif d’insuffler à l’opinion un esprit de revanche et une haine de l’Allemand.

- 5 juin : inauguration du musée Grévin, 10 boulevard Montmartre, Paris, 9e arrondissement[18].

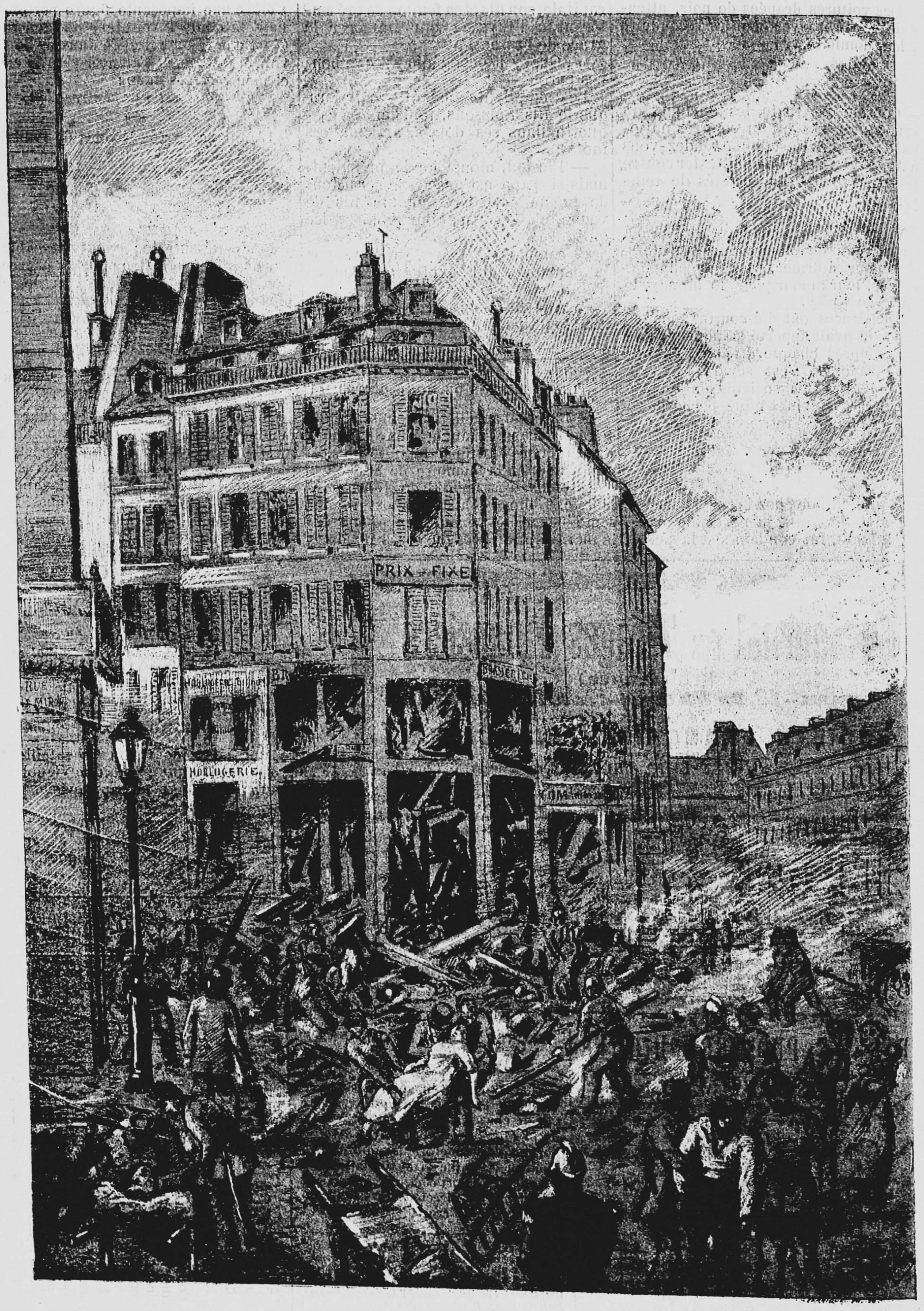
Catastrophe de la rue François-Miron, 12 juillet 1882, Le Voleur illustré du 21 juillet 1882.

- 12 juillet : une série d'explosions de gaz à l'angle des rues François-Miron et du Pont-Louis-Philippe à Paris font 86 victimes[19].
- 17 juillet : départ de Cherbourg d'une mission scientifique du cap Horn. Le navire français La Romanche embarque 140 personnes pour la Terre de Feu et l'île Navarino et arrive le 6 septembre en baie d'Orange dans la péninsule Hardy sur l'île Hoste[20]. Elle ramène un reportage unique au monde de 267 photos sur plaques de verre au gelatino bromure sur les indiens Yahgans dans la région de Puerto Williams près du cap Horn (Trésors de la BnF)[21].
- 29 juillet : démission du Gouvernement Charles de Freycinet (2) à la suite de l'affaire égyptienne[1].

- 3 août : loi relative à la destruction des loups afin d'obtenir l'éradication de l'espèce sur le territoire national[22].
- 7 août : gouvernement Charles Duclerc (fin en janvier 1883)[1].
- 15 août : insurrection de Montceau-les-Mines ; la chapelle du Bois-du-Verne est dynamitée, puis détruite par les ouvriers de la société minière de Blanzy, organisés en société secrète connue sous le nom de « La Bande noire »[23].
- 24 septembre-1er octobre : 6e congrès à Saint-Étienne de la Fédération des travailleurs socialistes de France présidé par Benoît Malon ; il voit la rupture entre les réformistes et les guesdistes[24]. Le 26 septembre Jules Guesde part tenir à Roanne un congrès dissident et fonde le Parti ouvrier français avec Paul Lafargue[25].

- Nuit du 22 au 23 octobre : attentat dans le restaurant l'Assommoir du théâtre Bellecour à Lyon[26].

- 30 novembre : annexion du Mzab pour la France par le général de La Tour d’Auvergne, qui occupe plusieurs oasis du Sahara[27].

- 8 décembre : ouverture de l'École du Louvre[28], fondée par Antonin Proust, Jules Ferry, Louis Courajod et Louis Nicod de Ronchaud.
- 27 décembre : crue du Doubs[29].
- 30 décembre : création de l'école normale supérieure de garçons de Saint-Cloud[30].

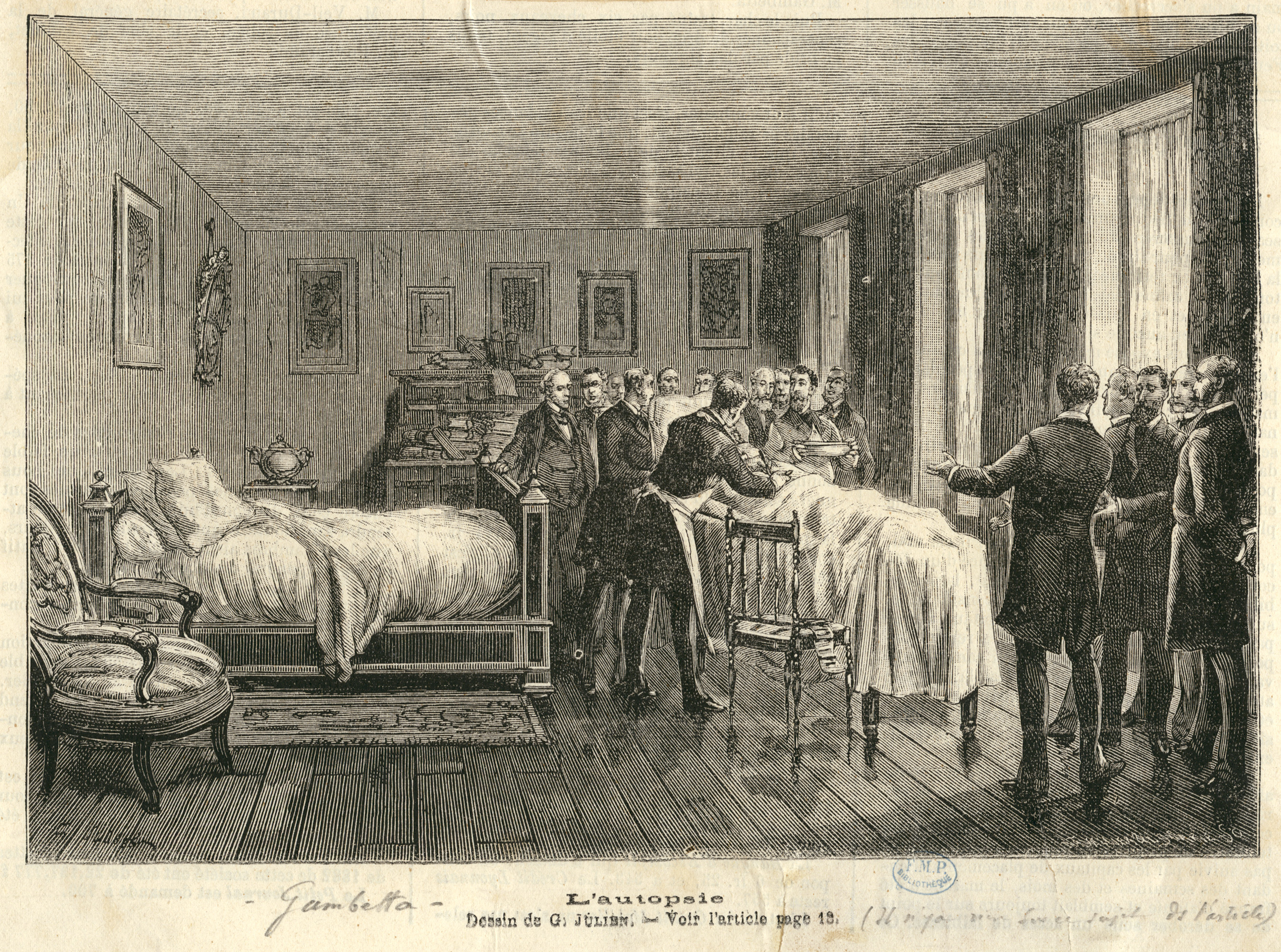
L'autopsie de Gambetta.

- 31 décembre : mort de Léon Gambetta[31].